# Rallye de Côte d'Ivoire 1982
Le Rallye de Côte d'Ivoire 1982 (14e Rallye Côte d'Ivoire), disputé du 27 octobre au 1er novembre 1982, est la cent-dixième manche du championnat du monde des rallyes (WRC) courue depuis 1973, et la onzième manche du championnat du monde des conducteurs de rallyes 1982.

## Contexte avant la course

### Le championnat du monde

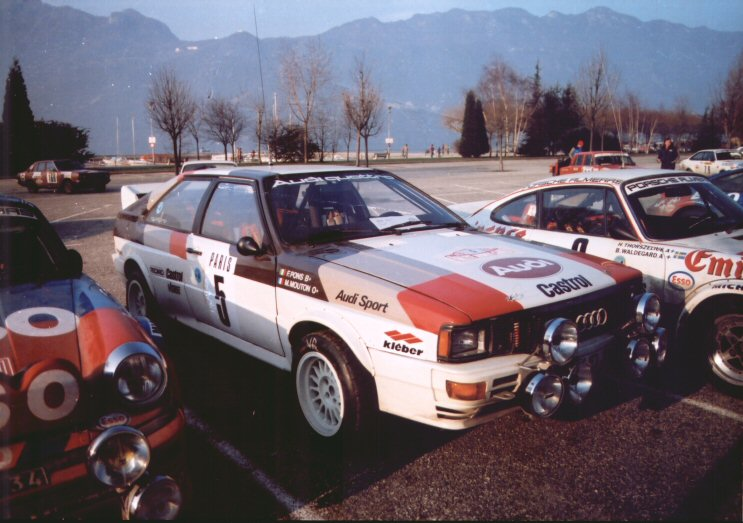
Michèle Mouton et son Audi Quattro (ici lors du Rallye Monte-Carlo, en début de saison) se sont imposées à trois reprises cette année.

Ayant succédé en 1973 au championnat international des marques (en vigueur de 1970 à 1972), le championnat du monde des rallyes se dispute sur un maximum de treize manches, comprenant les plus célèbres épreuves routières internationales, telles le Rallye Monte-Carlo, le Safari ou le RAC Rally. Depuis 1979, le championnat des constructeurs a été doublé d'un championnat pilotes. Ce dernier remplaçant l'éphémère Coupe des conducteurs, organisée à seulement deux reprises en 1977 et 1978. Le calendrier 1982 intégrait initialement treize manches pour l'attribution du titre de champion du monde des pilotes dont onze sélectives pour le championnat des marques (le Rallye de Suède et le Rallye de Côte d'Ivoire en étant exclus). Mais l'annulation récente du Rallye d'Argentine à cause de la guerre des Malouines a amputé le calendrier d'une épreuve.
1982 marque l'introduction de la nouvelle réglementation en matière d’homologation des voitures de rallye, avec les catégories suivantes :
- Groupe N : voitures de grande production de série, ayant au minimum quatre places, fabriquées à au moins 5000 exemplaires en douze mois consécutifs ; modifications très limitées par rapport au modèle de série (bougies, amortisseurs).
- Groupe A : voitures de tourisme de grande production, fabriquées à au moins 5000 exemplaires en douze mois consécutifs, avec possibilité de modifications des pièces d'origine ; poids minimum fonction de la cylindrée.
- Groupe B : voitures de grand tourisme, fabriquées à au moins 200 exemplaires en douze mois consécutifs, avec possibilité de modifications des pièces d'origine (extension d'homologation portant sur 10% de la production). Les élargisseurs d'aile rapportés sont interdits[4].

L'apparition des nouvelles catégories aurait dû signifier la fin de l'utilisation des voitures des groupes 2 (tourisme spécial) et 4 (grand tourisme spécial) mais, afin de laisser aux constructeurs plus de temps pour développer leurs nouveaux modèles, une prolongation d'un an a été accordée par la FISA. Si la Scuderia Lancia dispose déjà, avec sa Rally 037, d'une voiture de sport correspondant à la nouvelle réglementation, ce sont essentiellement les voitures du groupe 4 qui jouent les premiers rôles en cette année 1982. À deux manches de la fin, seuls Walter Röhrl (vainqueur du Rallye Monte-Carlo sur son Opel Ascona 400) et Michèle Mouton (qui a remporté trois victoires au volant de son Audi Quattro) peuvent décrocher le titre de champion du monde. Bien qu'elle ne compte pas pour le championnat des constructeurs, l'épreuve ivoirienne revêt donc une importance capitale pour Opel et Audi. Comptant dix-neuf points de retard sur son adversaire, Michèle Mouton doit impérativement se classer parmi les premiers si elle veut conserver une chance dans la course au titre.

### L'épreuve
C'est en 1969 qu'est organisé le premier Rallye Bandama, rebaptisé depuis Rallye de Côte d'Ivoire. Comme l'East African Safari, autre épreuve mondiale africaine, il se déroule presque exclusivement sur terre, sur des pistes non fermées à la circulation locale. Il s'avère donc dangereux pour les concurrents qui peuvent à tout moment se trouver face à des camions ou autres véhicules venant en sens inverse et doivent en outre éviter les troupeaux d'animaux en liberté. Peugeot a remporté ce rallye à cinq reprises, entre 1971 et 1978, dont deux fois avec Timo Mäkinen, seul double vainqueur à ce jour.

## Le parcours
- départ : 27 octobre 1982 d'Abidjan
- arrivée : 1er novembre 1982 à Abidjan

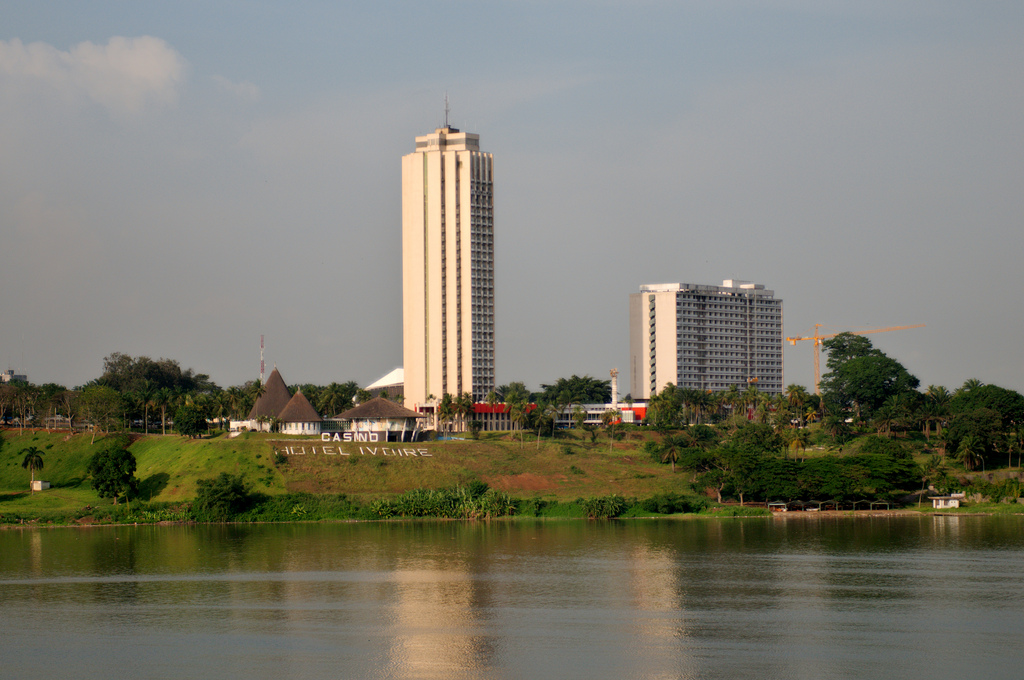
Le départ sera donné depuis l'Hôtel Ivoire d'Abidjan.

- distance : 4 935 km (4995 km initialement prévus)
- surface : terre
- Parcours divisé en quatre étapes, comprenant 50 secteurs de liaison, soient 54 contrôles horaires[5] (C.H.)

### Première étape
- Abidjan - Dimbokro - Yamoussoukro - Brou Akpaoussou - Yamoussoukro, du 27 au 28 octobre
- distance : 1 253 km
- 16 secteurs de liaison (17 contrôles horaires)

### Deuxième étape
- Yamoussoukro - Touba - Odienné - Tiémé - Yamoussoukro, le 29 octobre
- distance : 1 370 km
- 12 secteurs de liaison (13 contrôles horaires)

### Troisième étape
- Yamoussoukro - San-Pédro - Gabiadji - Yamoussoukro, du 30 au 31 octobre
- distance : 1 678 km
- 12 secteurs de liaison (13 contrôles horaires)

### Quatrième étape
- Yamoussoukro - Bocanda - Alépé - Abidjan, le 1er novembre
- distance : 634 km
- 10 secteurs de liaison (11 contrôles horaires)

## Les forces en présence
- Audi

Le constructeur allemand a engagé deux coupés Quattro groupe 4 pour Michèle Mouton et Hannu Mikkola, qui ont passé huit jours à reconnaître le parcours ivoirien. Ce dernier fait exceptionnellement équipe avec Roland Gumpert, l'ingénieur responsable d'Audi Sport, le rôle de l'équipage étant de venir en aide à Michèle Mouton (qui joue le titre mondial) en cas de besoin. Arne Hertz, copilote habituel de Mikkola, assiste Stig Blomqvist qui joue le rôle d'ouvreur pour l'équipe au volant du coupé Quattro utilisé par le Finlandais durant les reconnaissances. Les deux voitures de course ainsi que celle de Blomqvist ont été spécialement préparées pour cette difficile épreuve : par rapport aux versions 'terre' habituelles, la garde au sol a été relevée de deux centimètres et des protections ont été ajoutées à l'avant des voitures ainsi qu'autour des sorties d'échappement. Dans cette configuration, elles pèsent environ 1250 kg. Leur moteur cinq cylindres vingt soupapes de 2144 cm3 est suralimenté par un turbocompresseur et développe 330 chevaux. Les Audi utilisent des pneus Kleber.
- Opel

L'équipe Opel-Rothmans aligne deux Ascona 400 groupe 4 pour Walter Röhrl et Björn Johansson. Tous deux pilotent des voitures utilisées lors du dernier Rallye Safari, celle de Rauno Aaltonen pour Röhrl et celle d'assistance rapide pour Johansson. Elles pèsent 1210 kg et sont chaussées de pneus Michelin ; leur moteur quatre cylindres de 2420 cm3, alimenté par deux carburateurs double-corps, délivre 255 chevaux. Ce sont les copilotes Christian Geistdörfer et Bruno Berglund qui se sont chargés des reconnaissances pour l'équipe.
- Lancia

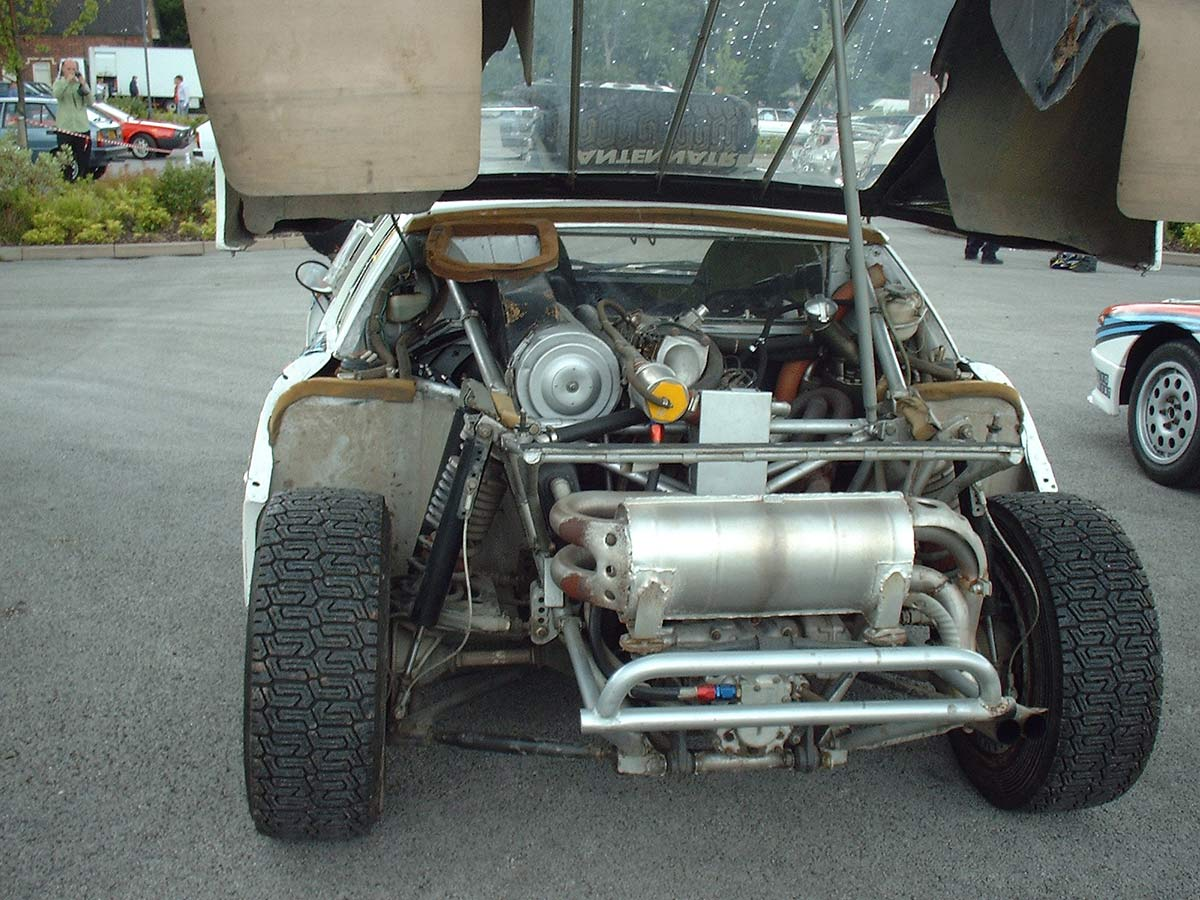
Les entrailles de la Lancia Rally 037, un modèle spécifiquement conçu pour la compétition.

La Scuderia Lancia a préparé une version 'Afrique' de sa Rally 037 groupe B. Réhaussée de quatre centimètres par rapport aux modèles engagés dans les précédentes épreuves, elle est équipées de suspensions renforcées. Dans cette configuration, elle pèse 1050 kg. Avec une pression de suralimentation limitée à 0,6 bar, la puissance du moteur deux litres (en position centrale arrière) est de 270 chevaux. Confiée à Adartico Vudafieri, elle est équipée de pneus Pirelli.
- Toyota

Toyota Europe engage deux coupés Celica groupe 4 pour Björn Waldegård et Per Eklund. Spécialement préparés pour les pistes ivoiriennes, ils bénéficient d'une garde au sol relevée de sept centimètres et d'amortisseurs renforcés. Pesant 1200 kg, ils sont dotés d'un moteur quatre cylindres seize soupapes de deux litres de cylindrée alimenté par deux carburateurs Weber double-corps, développant plus de 230 chevaux. ils sont chaussés de pneus Pirelli. Le directeur sportif Ove Andersson dispose d'un coupé Celica groupe 4 (avec ancienne carrosserie) avec laquelle il disputera la première étape. Engagé à titre privé, Samir Assef pilote un modèle identique.
- Renault

Renault Sport a préparé deux Renault 5 Turbo groupe 4 pour Jean Ragnotti et Bruno Saby. Surélevés de cinq centimètres par rapport aux versions 'asphalte', elles disposent d'une coque renforcée et de suspensions spécifiques. Leur moteur central arrière quatre cylindres de 1397 cm3 à injection Bosch K-Jetronic et turbocompresseur Garrett T3 développe 265 chevaux. Elles utilisent des pneus Michelin.
- Peugeot

Habitué des rallyes africains, Alain Ambrosino dispose d'une Peugeot 505 groupe 2 préparée par Peugeot Nigeria. Le moteur de 2165 cm3, pratiquement inchangé par rapport au modèle de série, développe 120 chevaux.

## Déroulement de la course
Quelques heures avant le départ, Michèle Mouton a appris, par téléphone, le décès de son père. Elle ne communique la nouvelle qu'au responsable d'Audi Sport, Roland Gumpert, qui lui propose de déclarer forfait et de rentrer immédiatement en France. Courageusement, elle décide de participer afin d'« honorer la mémoire de celui grâce à qui elle a eu une chance de devenir pilote professionnel de rallye ».

### Première étape

#### Abidjan - Yamoussoukro

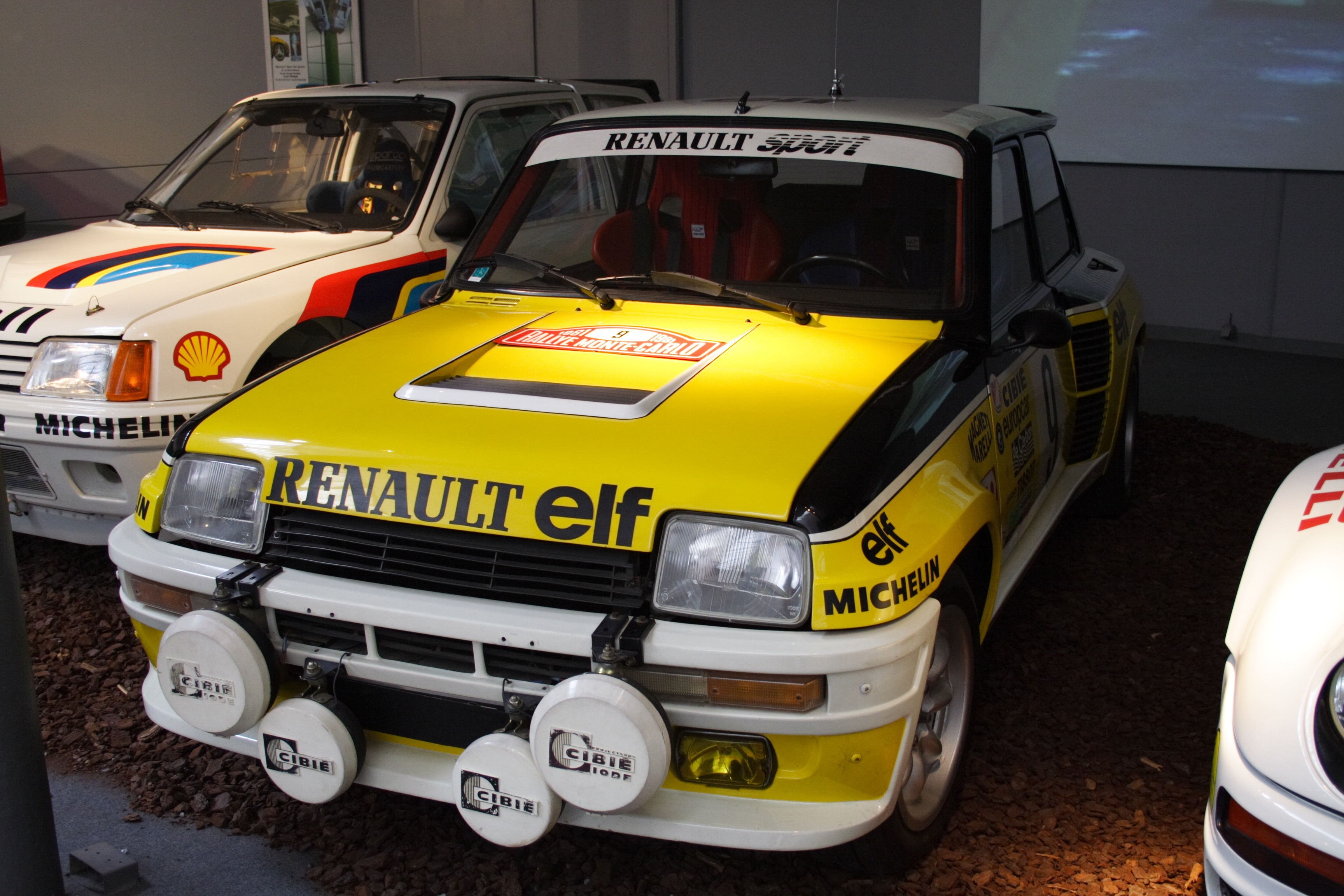
Une Renault 5 Turbo groupe 4 semblable à celle de Ragnotti, premier leader du rallye.

Les concurrents s'élancent de l'hôtel Ivoire d'Abidjan le mercredi soir, à partir de vingt heures, en direction du nord. Les pistes sont sèches et c'est tout d'abord Jean Ragnotti qui prend la tête de la course au volant de sa Renault 5 Turbo. Le pilote français mène jusqu'à Dimbokro, avant d'être relayé par Michèle Mouton qui rejoint Yamoussoukro avec cinq minutes d'avance sur son compatriote. La Française se plaint cependant d'un bruit anormal provenant de la boîte de vitesses de son Audi. Un moment second, Björn Waldegård a perdu onze minutes pour faire remplacer la direction de sa Toyota Celica et rétrogradé à la cinquième place, derrière son coéquipier Per Eklund et l'Opel de Walter Röhrl. Sur la seconde Audi, Hannu Mikkola a perdu du temps, son copilote Roland Gumpert étant malade et n'ayant pu lire les notes ; le pilote finlandais n'occupe que le septième rang, derrière la Renault 5 de Bruno Saby. Après seulement quatre cents kilomètres de course, la moitié des équipages a déjà abandonné, dont la Lancia d'Adartico Vudafieri, moteur cassé.
| Pos. | Pilote          | Copilote              | Voiture               | Groupe | Pénalisations | Écart    |
| ---- | --------------- | --------------------- | --------------------- | ------ | ------------- | -------- |
| 1    | Michèle Mouton  | Fabrizia Pons         | Audi Quattro          | 4      | 29 min        |          |
| 2    | Jean Ragnotti   | Jean-Marc Andrié      | Renault 5 Turbo       | 4      | 34 min        | + 5 min  |
| 2=   | Per Eklund      | Ragnar Spjuth         | Toyota Celica 2000 GT | 4      | 34 min        | + 5 min  |
| 4    | Walter Röhrl    | Christian Geistdörfer | Opel Ascona 400       | 4      | 37 min        | + 8 min  |
| 5    | Björn Waldegård | Hans Thorszelius      | Toyota Celica 2000 GT | 4      | 40 min        | + 11 min |
| 6    | Bruno Saby      | Daniel Le Saux        | Renault 5 Turbo       | 4      | 47 min        | + 18 min |
| 7    | Hannu Mikkola   | Roland Gumpert        | Audi Quattro          | 4      | 49 min        | + 20 min |

#### Yamoussoukro - Brou Akpaoussou - Yamoussoukro
Les équipages repartent au petit matin, après une pause de trois heures, pour une boucle de huit cent cinquante kilomètres passant par Brou Akpaoussou. Malgré une boîte de vitesses récalcitrante, Michèle Mouton se maintient en tête. Alors qu'il disputait la seconde place à Ragnotti, Eklund est retardé par des problèmes de direction et d'infiltration d'eau au passage des gués et perd plus d'une heure. Ragnotti est parvenu à se maintenir à une dizaine de minutes de l'Audi de tête quand, dans le dernier secteur, le pignon de cinquième vitesse casse. Le remplacement de la boîte, au point d'assistance, va lui coûter trente-quatre minutes et deux places au classement général. L'incident profite à Mikkola, bien revenu, qui rentre à Yamoussoukro en deuxième position, à seulement huit minutes de sa coéquipière qui a été retardée par un capot mal fermé. Les deux Audi précèdent l'Opel de Röhrl et la Renault 5 de Ragnotti, qui est maintenant talonné par la seconde Opel, aux mains de Johansson. À la suite de leurs nombreux problèmes, les Toyota ont perdu énormément de temps, Eklund et Waldegård n'occupant plus que les sixième et neuvième rangs. Il ne reste plus que seize voitures en course.
| Pos. | Pilote          | Copilote                | Voiture               | Groupe | Pénalisations | Écart        |
| ---- | --------------- | ----------------------- | --------------------- | ------ | ------------- | ------------ |
| 1    | Michèle Mouton  | Fabrizia Pons           | Audi Quattro          | 4      | 1 h 10 min    |              |
| 2    | Hannu Mikkola   | Roland Gumpert          | Audi Quattro          | 4      | 1 h 18 min    | + 8 min      |
| 3    | Walter Röhrl    | Christian Geistdörfer   | Opel Ascona 400       | 4      | 1 h 30 min    | + 20 min     |
| 4    | Jean Ragnotti   | Jean-Marc Andrié        | Renault 5 Turbo       | 4      | 1 h 55 min    | + 45 min     |
| 5    | Björn Johansson | Bruno Berglund          | Opel Ascona 400       | 4      | 2 h 03 min    | + 53 min     |
| 6    | Per Eklund      | Ragnar Spjuth           | Toyota Celica 2000 GT | 4      | 2 h 43 min    | + 1 h 33 min |
| 7    | Bruno Saby      | Daniel Le Saux          | Renault 5 Turbo       | 4      | 3 h 11 min    | + 2 h 01 min |
| 8    | Alain Ambrosino | Jean-François Fauchille | Peugeot 505           | 2      | 3 h 40 min    | + 2 h 30 min |
| 9    | Björn Waldegård | Hans Thorszelius        | Toyota Celica 2000 GT | 4      | 4 h 06 min    | + 2 h 56 min |
| 10   | Eugène Salim    | Clément Konan           | Mitsubishi Lancer     | 2      | 5 h 13 min    | + 4 h 03 min |

### Deuxième étape

#### Yamoussoukro - Odienné
Les rescapés de la première étape repartent de Yamoussoukro le vendredi matin, en direction d'Odienné. Après trois cents kilomètres de piste, Ragnotti est surpris par une bosse annoncée un tout petit peu trop tard par son copilote ; la Renault 5 l'aborde à 120 km/h, décolle et retombe sur le nez. Suspension avant et colonne de direction cassées, l'abandon est inéluctable, d'autant que le pilote français souffre d'une entorse au poignet et devra être plâtré. Au dernier point d'assistance avant Odienné, on procède au remplacement des différentiels arrière sur les deux Audi, ce qui permet à Röhrl, toujours troisième, de se rapprocher à moins d'un quart d'heure de Michèle Mouton et à cinq minutes de Mikkola. L'abandon de Ragnotti a permis à Johansson d'accéder à la quatrième place, mais la distribution de son Opel s'est déréglée et son moteur va casser au moment de rejoindre le parc fermé, duquel le pilote suédois ne repartira pas.
| Pos. | Pilote          | Copilote              | Voiture               | Groupe | Écart    |
| ---- | --------------- | --------------------- | --------------------- | ------ | -------- |
| 1    | Michèle Mouton  | Fabrizia Pons         | Audi Quattro          | 4      |          |
| 2    | Hannu Mikkola   | Roland Gumpert        | Audi Quattro          | 4      | + 8 min  |
| 3    | Walter Röhrl    | Christian Geistdörfer | Opel Ascona 400       | 4      | + 13 min |
| 4    | Björn Johansson | Bruno Berglund        | Opel Ascona 400       | 4      |          |
| 5    | Per Eklund      | Ragnar Spjuth         | Toyota Celica 2000 GT | 4      |          |

#### Odienné - Tiémé
Seulement deux cents kilomètres séparent Odienné de Tiémé mais cette partie du parcours est l'une des plus difficiles. Mikkola perd l'huile de son différentiel arrière, qui finit par casser, obligeant le pilote à continuer avec le seul train avant moteur, mais le différentiel avant va casser à son tour. Röhrl hérite de la seconde place, qu'il conserve malgré la casse d'une fixation d'amortisseur qui lui coûte une heure. Eklund, désormais troisième, compte déjà près de deux heures et demie de retard. Il est talonné par Saby, tandis que Waldegård est remonté en cinquième position. Les mécaniciens d'Audi sont parvenus à remplacer les différentiels avant et arrière sur l'Audi de Mikkola, mais l'intervention a duré près de cinq heures et le Finlandais ne va parvenir à rallier Tiémé dans le temps imparti et sera mis hors course. Michèle Mouton possède alors un peu plus d'une heure d'avance sur Röhrl et semble bien partie pour remporter la course.
| Pos. | Pilote          | Copilote                | Voiture               | Groupe | Pénalisations | Écart        |
| ---- | --------------- | ----------------------- | --------------------- | ------ | ------------- | ------------ |
| 1    | Michèle Mouton  | Fabrizia Pons           | Audi Quattro          | 4      | 2 h 20 min    |              |
| 2    | Walter Röhrl    | Christian Geistdörfer   | Opel Ascona 400       | 4      | 3 h 21 min    | + 1 h 01 min |
| 3    | Per Eklund      | Ragnar Spjuth           | Toyota Celica 2000 GT | 4      | 4 h 46 min    | + 2 h 26 min |
| 4    | Bruno Saby      | Daniel Le Saux          | Renault 5 Turbo       | 4      | 4 h 52 min    | + 2 h 32 min |
| 5    | Björn Waldegård | Hans Thorszelius        | Toyota Celica 2000 GT | 4      | 5 h 19 min    | + 2 h 59 min |
| 6    | Alain Ambrosino | Jean-François Fauchille | Peugeot 505           | 2      |               |              |

#### Tiémé - Yamoussoukro
Le retour sur Yamoussoukro se déroule sans incidents notable pour les équipages de tête, mais Saby va perdre beaucoup de temps à cause de sa boîte de vitesses, bloquée en quatrième. Son remplacement va prendre près d'une heure. Le Grenoblois perd la quatrième place au profit de Waldegård, dont la Toyota a été parfaitement remise en état et qui se montre le plus rapide en cette fin de journée, revenant à seulement quinze minutes de son coéquipier Eklund. Mouton conserve une confortable avance sur Röhrl au terme de cette étape, le pilote allemand, qui ne lui a repris que deux minutes depuis Tiémé, comptant encore près d'une heure de retard. Seulement onze équipage ont terminé dans les délais.

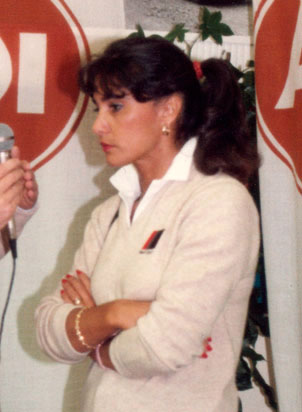
À l'issue de la deuxième étape, Michèle Mouton possède près d'une heure d'avance sur son principal adversaire.

| Pos. | Pilote          | Copilote                | Voiture               | Groupe | Pénalisations | Écart         |
| ---- | --------------- | ----------------------- | --------------------- | ------ | ------------- | ------------- |
| 1    | Michèle Mouton  | Fabrizia Pons           | Audi Quattro          | 4      | 3 h 15 min    |               |
| 2    | Walter Röhrl    | Christian Geistdörfer   | Opel Ascona 400       | 4      | 4 h 14 min    | + 59 min      |
| 3    | Per Eklund      | Ragnar Spjuth           | Toyota Celica 2000 GT | 4      | 5 h 32 min    | + 2 h 17 min  |
| 4    | Björn Waldegård | Hans Thorszelius        | Toyota Celica 2000 GT | 4      | 5 h 46 min    | + 2 h 32 min  |
| 5    | Bruno Saby      | Daniel Le Saux          | Renault 5 Turbo       | 4      | 6 h 41 min    | + 3 h 26 min  |
| 6    | Alain Ambrosino | Jean-François Fauchille | Peugeot 505           | 2      | 10 h 01 min   | + 6 h 46 min  |
| 7    | Eugène Salim    | Clément Konan           | Mitsubishi Lancer     | 2      | 12 h 32 min   | + 9 h 17 min  |
| 8    | Michel Molinié  | Marc Molinié            | Nissan 160J           | 2      | 15 h 27 min   | + 12 h 12 min |
| 9    | Paul Charmasson | Jean-Luc Sage           | Peugeot 504           | 2      | 15 h 38 min   | + 12 h 23 min |
| 10   | Kouame Assale   | Mamadoc Zongo           | Nissan 160J           | A      | 15 h 51 min   | + 12 h 36 min |

### Troisième étape

#### Yamoussoukro - San-Pédro
Les concurrents reprennent la piste le samedi, en direction du sud. Peu après le départ, le remplacement du radiateur de son Audi coûte douze minutes à Michèle Mouton, qui conserve cependant une confortable avance sur ses poursuivants. Röhrl va d'ailleurs accentuer son retard à l'arrivée du parc fermé de San-Pédro, écopant de huit minutes de pénalité à cause d'une erreur de pointage de l'équipage. Les Toyota ont perdu près d'un quart d'heure à cause du remplacement des alternateurs, tandis que Saby a une nouvelle fois dû faire remplacer sa boîte de vitesses, conservant toutefois sa cinquième place, loin devant la Peugeot 505 d'Alain Ambrosino. Bien qu'ayant plus d'une heure de marge sur Röhrl, Mouton n'est pas totalement confiante, sa boîte de vitesses devenant de plus en plus «accrocheuse».
| Pos. | Pilote          | Copilote                | Voiture               | Groupe | Écart        |
| ---- | --------------- | ----------------------- | --------------------- | ------ | ------------ |
| 1    | Michèle Mouton  | Fabrizia Pons           | Audi Quattro          | 4      |              |
| 2    | Walter Röhrl    | Christian Geistdörfer   | Opel Ascona 400       | 4      | + 1 h 03 min |
| 3    | Per Eklund      | Ragnar Spjuth           | Toyota Celica 2000 GT | 4      | + 2 h 50 min |
| 4    | Björn Waldegård | Hans Thorszelius        | Toyota Celica 2000 GT | 4      | + 3 h 07 min |
| 5    | Bruno Saby      | Daniel Le Saux          | Renault 5 Turbo       | 4      | + 4 h 20 min |
| 6    | Alain Ambrosino | Jean-François Fauchille | Peugeot 505           | 2      |              |

#### San-Pédro - Gabiadji
La traversée de la forêt de Taï est redoutée par l'ensemble des concurrents, qui doivent affronter des pistes en mauvais état et traverser plusieurs gués. Le temps imparti est impossible à respecter : bien que ne rencontrant aucun ennui, Eklund, le plus rapide sur ce secteur, encaisse plus d'une heure de pénalisations ! Retardée par un problème de transmission, Mouton a perdu vingt minutes de plus mais a tout de même accentué son avance sur Röhrl, qui a cassé un amortisseur et dû composer avec un moteur ne tournant plus que sur trois cylindres après le franchissement des gués. À la sortie de ce difficile tronçon, l'Audi a plus d'une heure et vingt minutes d'avance sur l'Opel, marge suffisante pour envisager un changement de boîte de vitesses sur la voiture de tête.
| Pos. | Pilote          | Copilote                | Voiture               | Groupe | Écart        |
| ---- | --------------- | ----------------------- | --------------------- | ------ | ------------ |
| 1    | Michèle Mouton  | Fabrizia Pons           | Audi Quattro          | 4      |              |
| 2    | Walter Röhrl    | Christian Geistdörfer   | Opel Ascona 400       | 4      | + 1 h 23 min |
| 3    | Per Eklund      | Ragnar Spjuth           | Toyota Celica 2000 GT | 4      | + 2 h 30 min |
| 4    | Björn Waldegård | Hans Thorszelius        | Toyota Celica 2000 GT | 4      | + 3 h 13 min |
| 5    | Bruno Saby      | Daniel Le Saux          | Renault 5 Turbo       | 4      | + 7 h 24 min |
| 6    | Alain Ambrosino | Jean-François Fauchille | Peugeot 505           | 2      |              |

#### Gabiadji - Yamoussoukro
Peu après Gabiadji, les mécaniciens d'Audi procèdent au remplacement de la boîte, réalisé en une moins d'une demi-heure. L'opération effectuée, Michèle Mouton compte a encore presque une heure de marge sur Röhrl mais au moment de repartir la Française constate qu'elle ne peut enclencher les deux premiers rapports ! Une réparation est nécessaire, qui va lui coûter une bonne partie de son avance résiduelle. Lorsqu'elle regagne Yamoussoukro le dimanche, Röhrl ne compte plus que dix-huit minutes de retard sur sa rivale. Derrière les deux premiers, les Toyota d'Eklund et Waldegård n'ont rencontré aucun problème, mais le retard accumulé lors des deux premières journées ne leur permet pas d'envisager de remonter au classement. La victoire (et probablement l'issue du championnat du monde) vont donc se jouer la toute dernière étape entre Mouton et Röhrl. Il ne reste que neuf équipages en course.
| Pos. | Pilote            | Copilote                | Voiture               | Groupe | Pénalisations | Écart         |
| ---- | ----------------- | ----------------------- | --------------------- | ------ | ------------- | ------------- |
| 1    | Michèle Mouton    | Fabrizia Pons           | Audi Quattro          | 4      | 6 h 54 min    |               |
| 2    | Walter Röhrl      | Christian Geistdörfer   | Opel Ascona 400       | 4      | 7 h 12 min    | + 18 min      |
| 3    | Per Eklund        | Ragnar Spjuth           | Toyota Celica 2000 GT | 4      | 8 h 56 min    | + 2 h 02 min  |
| 4    | Björn Waldegård   | Hans Thorszelius        | Toyota Celica 2000 GT | 4      | 9 h 16 min    | + 2 h 22 min  |
| 5    | Bruno Saby        | Daniel Le Saux          | Renault 5 Turbo       | 4      | 15 h 18 min   | + 8 h 24 min  |
| 6    | Alain Ambrosino   | Jean-François Fauchille | Peugeot 505           | 2      | 16 h 57 min   | + 10 h 03 min |
| 7    | Eugène Salim      | Clément Konan           | Mitsubishi Lancer     | 2      | 20 h 47 min   | + 13 h 53 min |
| 8    | Michel Molinié    | Marc Molinié            | Nissan 160J           | 2      | 24 h 53 min   | + 17 h 59 min |
| 9    | Alessandro Molino | Nicola Albanese         | Fiat 127 Sport        | 2      | 27 h 33 min   | + 20 h 39 min |

### Quatrième étape

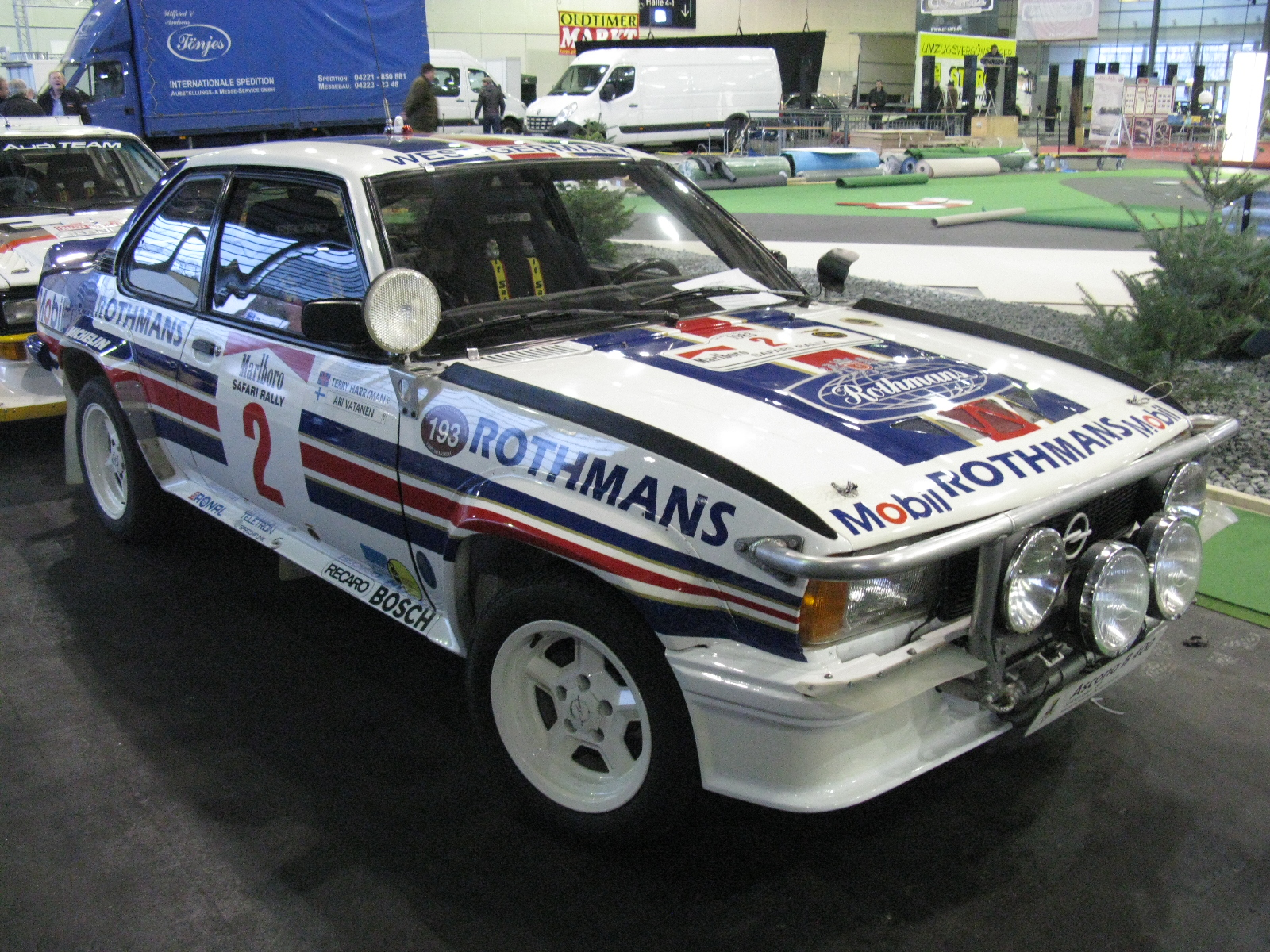
Une Opel Ascona 400 semblable à celle de Walter Röhrl, vainqueur et champion du monde.

Les rescapés repartent de Yamoussoukro le lundi matin, en direction de la capitale. Michèle Mouton éprouve des difficultés pour démarrer le moteur de son Audi et sort du parc fermé avec un moteur ratatouillant. Aussitôt après le départ, ses mécaniciens règlent le problème mais vingt-cinq minutes se sont écoulées avant qu'elle ne s'élance enfin. Attaquant sans relâche, elle parvient à rattraper une partie de son handicap avant le contrôle horaire de Kossou, qu'elle atteint avec dix-neuf minutes de retard sur le temps imparti. Röhrl ayant écopé une minute de pénalité, les deux rivaux se retrouvent à égalité en tête du classement général. Les deux adversaires jettent toutes leurs forces dans le secteur suivant. Après dix kilomètres, Röhrl sort de la route dans un gauche rapide, mais parvient à repartir en n'ayant perdu qu'un minimum de temps. Le même virage surprend Mouton, qui sort également de la piste mais la Quattro, plus lourde que l'Opel, part en tonneaux et atterrit sur le flanc. Avec l'aide des spectateurs, la voiture est remise sur ses roues et peut repartir, malgré un pare-brise cassé. Malgré les mauvaises conditions de visibilité et la perte d'une partie des notes de sa copilote, la Française continue à attaquer mais dix kilomètres plus loin elle sort à nouveau de la route à un carrefour mal signalé, endommageant la suspension avant gauche de son Audi. La voiture d'assistance rapide, pilotée par Stig Blomqvist, est sur place quelques minutes plus tard et deux mécaniciens parviennent à réparer dans un laps de temps raisonnable, permettant à l'équipage de repartir en évitant la mise hors course. Toutefois, cinq kilomètres lus loin, la suspension avant droite casse, mettant fin aux espoirs de l'équipe qui pouvait encore briguer une seconde place. Röhrl se retrouve seul en tête avec une heure et demie d'avance sur Eklund. Malgré quelques problèmes qui lui coûtent une dizaine de minutes en fin de parcours, le pilote rallie Abidjan en vainqueur, s'adjugeant également un deuxième titre de champion du monde. Après une fin de parcours sans histoire, les Toyota d'Eklund et de Waldegård s'octroient les deuxième et troisième places, devant la Renault 5 de Saby, très attardée. Cinquième à onze heures du vainqueur au volant de sa 505, Ambrosino remporte le groupe 2. Seuls six équipages sont classés.
Quelques instants après l'arrivée, tout juste auréolé de son nouveau titre, Walter Röhrl rendra hommage à son adversaire malheureuse en déclarant :
« Il m'est déjà arrivé de déployer autant de courage et d'énergie que Michèle Mouton. Ce fut le cas, notamment, au dernier Rallye de Monte Carlo, mais mes efforts n'avaient duré qu'une nuit. Jamais je ne pourrais, comme elle, être animé par cette formidable volonté de vaincre pendant un an. Elle a travaillé si dur tout au long de la saison, accompli de telles performances, qu'elle aurait, sans nul doute, mérité son titre de championne du monde. »

### Classement général
| Pos | No | Pilote          | Copilote                | Voiture               | Pénalisations | Écart         | Groupe |
| --- | -- | --------------- | ----------------------- | --------------------- | ------------- | ------------- | ------ |
| 1   | 4  | Walter Röhrl    | Christian Geistdörfer   | Opel Ascona 400       | 8 h 43 min    |               | 4      |
| 2   | 6  | Per Eklund      | Ragnar Spjuth           | Toyota Celica 2000 GT | 10 h 17 min   | + 1 h 34 min  | 4      |
| 3   | 3  | Björn Waldegård | Hans Thorszelius        | Toyota Celica 2000 GT | 11 h 00 min   | + 2 h 17 min  | 4      |
| 4   | 8  | Bruno Saby      | Daniel Le Saux          | Renault 5 Turbo       | 17 h 51 min   | + 9 h 08 min  | 4      |
| 5   | 15 | Alain Ambrosino | Jean-François Fauchille | Peugeot 505           | 19 h 43 min   | + 11 h 00 min | 2      |
| 6   | 12 | Eugène Salim    | Clément Konan           | Mitsubishi Lancer     | 23 h 48 min   | + 15 h 05 min | 2      |

### Équipages de tête
- Jean Ragnotti -  Jean-Marc Andrié (Renault 5 Turbo) : du C.H. n°1 au C.H. n°3
- Michèle Mouton -  Fabrizia Pons (Audi Quattro) : du C.H. n°4 au C.H. n°44
- Michèle Mouton -  Fabrizia Pons (Audi Quattro) &  Walter Röhrl -  Christian Geistdörfer (Opel Ascona 400) : C.H. n°45
- Walter Röhrl -  Christian Geistdörfer (Opel Ascona 400) : du C.H. n°46 au C.H. n°54

## Résultats des principaux engagés
| No | Pilote             | Copilote                | Voiture               | Groupe | Classement général                      | Class. groupe |
| -- | ------------------ | ----------------------- | --------------------- | ------ | --------------------------------------- | ------------- |
| 1  | Jean Ragnotti      | Jean-Marc Andrié        | Renault 5 Turbo       | 4      | ab. dans la 1re étape (sortie de route) | -             |
| 2  | Michèle Mouton     | Fabrizia Pons           | Audi Quattro          | 4      | ab. dans la 4e étape (suspension avant) | -             |
| 3  | Björn Waldegård    | Hans Thorszelius        | Toyota Celica 2000 GT | 4      | 3e à 2 h 17 min                         | 3e            |
| 4  | Walter Röhrl       | Christian Geistdörfer   | Opel Ascona 400       | 4      | 1er                                     | 1er           |
| 5  | Hannu Mikkola      | Roland Gumpert          | Audi Quattro          | 4      | ab. dans la 2e étape (hors délai)       | -             |
| 6  | Per Eklund         | Ragnar Spjuth           | Toyota Celica 2000 GT | 4      | 2e à 1 h 34 min                         | 2e            |
| 7  | Adartico Vudafieri | Maurizio Perissinot     | Lancia Rally 037      | B      | ab. dans la 1re étape (moteur)          | -             |
| 8  | Bruno Saby         | Daniel Le Saux          | Renault 5 Turbo       | 4      | 4e à 9 h 08 min                         | 4e            |
| 9  | Samir Assef        | Gérard Lallement        | Toyota Celica 2000 GT | 4      | ab. dans la 1re étape (pompe à huile)   | -             |
| 10 | Ove Andersson      | Robbie Grondahl         | Toyota Celica 2000 GT | 4      | ab. dans la 1re étape (retrait)         | -             |
| 11 | Björn Johansson    | Bruno Berglund          | Opel Ascona 400       | 4      | ab. dans la 2e étape (moteur)           | -             |
| 12 | Eugène Salim       | Clément Konan           | Mitsubishi Lancer     | 2      | 6e à 15 h 05 min                        | 2e            |
| 15 | Alain Ambrosino    | Jean-François Fauchille | Peugeot 505           | 2      | 5e à 11 h 00 min                        | 1er           |
| 24 | Michel Molinié     | Marc Molinié            | Nissan 160J           | 2      | ab. dans la 4e étape (sortie de route)  | -             |
| 27 | Kouame Assale      | Mamadoc Zongo           | Nissan 160J           | A      | ab. dans la 3e étape (hors délai)       | -             |
| 44 | Paul Charmasson    | Jean-Luc Sage           | Peugeot 504           | 2      | ab. dans la 3e étape (moteur)           | -             |
| 46 | Alessandro Molino  | Nicola Albanese         | Fiat 127 Sport        | 2      | ab. dans la 4e étape (hors délai)       | -             |

## Classement du championnat des conducteurs à l'issue de la course
- Attribution des points : 20, 15, 12, 10, 8, 6, 4, 3, 2, 1 respectivement aux dix premiers de chaque épreuve.
- Seuls les sept meilleurs résultats (sur douze épreuves) sont retenus pour le décompte final des points. Walter Röhrl doit donc décompter les dix points acquis en Corse et les douze acquis au Sanremo.
- Sur treize épreuves qualificatives initialement prévues pour le championnat du monde 1982, douze seulement seront effectivement courues, le Rallye d'Argentine (programmé en juillet) ayant été annulé début juin à cause de la guerre des Malouines[2].

| Pos. | Pilote              | Marque        | Points    | M-C | SUE | POR | SAF | COR  | ACR | NZ  | BRE | FIN | SAN  | CIV | RAC |
| ---- | ------------------- | ------------- | --------- | --- | --- | --- | --- | ---- | --- | --- | --- | --- | ---- | --- | --- |
| 1    | Walter Röhrl        | Opel          | 109 (131) | 20  | 12  | -   | 15  | (10) | 15  | 12  | 15  | -   | (12) | 20  |     |
| 2    | Michèle Mouton      | Audi          | 82        | -   | 8   | 20  | -   | 4    | 20  | -   | 20  | -   | 10   | -   |     |
| 3    | Stig Blomqvist      | Audi          | 55        | -   | 20  | -   | -   | -    | -   | -   | -   | 15  | 20   | -   |     |
| 3=   | Per Eklund          | Saab, Toyota¹ | 55        | -   | 10  | 15¹ | -   | -    | -   | 15¹ | -   | -   | -    | 15¹ |     |
| 5    | Hannu Mikkola       | Audi          | 50        | 15  | -   | -   | -   | -    | -   | -   | -   | 20  | 15   | -   |     |
| 6    | Björn Waldegård     | Toyota        | 32        | -   | -   | -   | -   | -    | -   | 20  | -   | -   | -    | 12  |     |
| 7    | Shekhar Mehta       | Nissan        | 30        | -   | -   | -   | 20  | -    | 10  | -   | -   | -   | -    | -   |     |
| 8    | Bruno Saby          | Renault       | 26        | 8   | -   | -   | -   | 8    | -   | -   | -   | -   | -    | 10  |     |
| 9    | Jean Ragnotti       | Renault       | 20        | -   | -   | -   | -   | 20   | -   | -   | -   | -   | -    | -   |     |
| 9=   | Henri Toivonen      | Opel          | 20        | -   | -   | -   | -   | -    | 12  | -   | -   | -   | 8    | -   |     |
| 9=   | Timo Salonen        | Nissan        | 20        | -   | -   | -   | -   | -    | -   | 10  | -   | 10  | -    | -   |     |
| 12   | Guy Fréquelin       | Porsche       | 16        | 10  | -   | -   | -   | 6    | -   | -   | -   | -   | -    | -   |     |
| 13   | Ari Vatanen         | Ford          | 15        | -   | 15  | -   | -   | -    | -   | -   | -   | -   | -    | -   |     |
| 13=  | Jean-Claude Andruet | Ferrari       | 15        | -   | -   | -   | -   | 15   | -   | -   | -   | -   | -    | -   |     |
| 15   | Jean-Luc Thérier    | Porsche       | 12        | 12  | -   | -   | -   | -    | -   | -   | -   | -   | -    | -   |     |
| 15=  | Franz Wittmann      | Audi          | 12        | -   | -   | 12  | -   | -    | -   | -   | -   | -   | -    | -   |     |
| 15=  | Mike Kirkland       | Nissan        | 12        | -   | -   | -   | 12  | -    | -   | -   | -   | -   | -    | -   |     |
| 15=  | Bernard Béguin      | Porsche       | 12        | -   | -   | -   | -   | 12   | -   | -   | -   | -   | -    | -   |     |
| 15=  | Domingo De Vitta    | Ford          | 12        | -   | -   | -   | -   | -    | -   | -   | 12  | -   | -    | -   |     |
| 15=  | Pentti Airikkala    | Mitsubishi    | 12        | -   | -   | -   | -   | -    | -   | -   | -   | 12  | -    | -   |     |